# Maike Hilbig
Maike Hilbig (* 1981 in Nürnberg) ist eine deutsche Jazzmusikerin (Kontrabass, Komposition).

## Wirken
Hilbig studierte Jazz an der Musikhochschule Nürnberg. 2005 zog sie nach Berlin, von wo aus sie seit dem aktiv ist. Mit der Gruppe Vorwärts Rückwärts, einem kollaborativen Trio mit dem Posaunisten Gerhard Gschlößl und dem Cellisten Johannes Fink hat sie zwei Alben veröffentlicht, zuletzt 2019 Rewarding Environment. Mit Silke Eberhard spielt sie im Duo Matsch und Schnee (gleichnamiges Album bei Trouble in the East). Weiterhin leitete sie ein Quartett mit der Vibraphonistin Izabella Effenberg. Gemeinsam mit Lina Allemano, Els Vandeweyer und Lucía Martínez bildete sie das Quartett Dead Leaf Butterfly, dessen Album Ontmoeting von der Kritik herausgestellt wurde. Auch ist sie auf Alben mit Chiffchaff und mit dem finnischen Singer-Songwriter Mäkkelä zu hören.